# Thiên hà vệ tinh

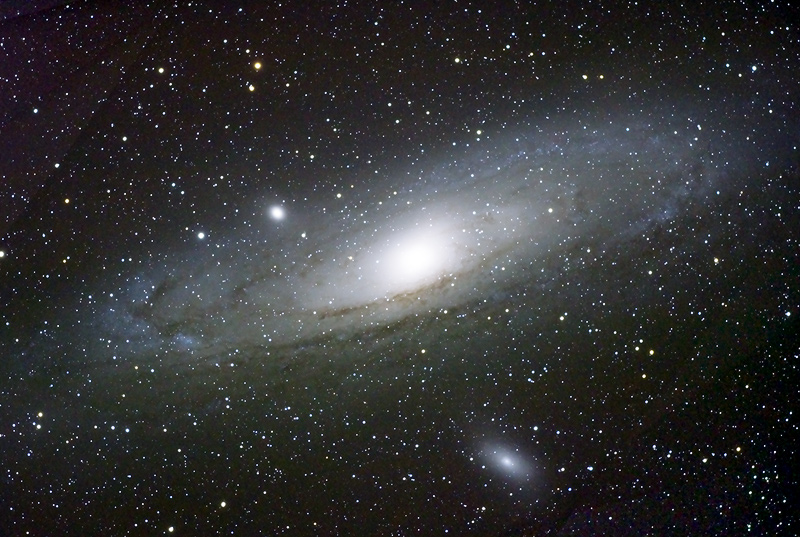
Thiên hà Andromeda với hai thiên hà vệ tinh gần nhất là M32 và M110

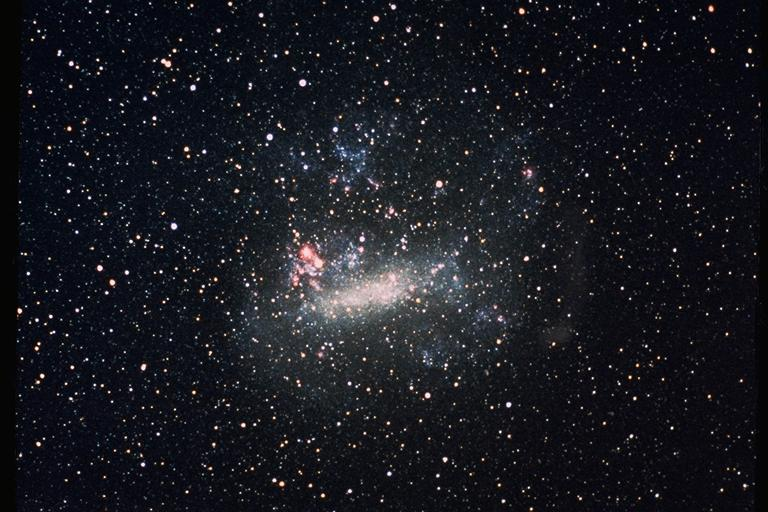
Large Magellanic Cloud, thiên hà vệ tinh lớn nhất của Ngân Hà

Một thiên hà vệ tinh là một thiên hà quay quanh một thiên hà mẹ do lực hấp dẫn. Một thiên hà vệ tinh có đầy đủ các sao, hành tinh, tinh vân như thiên hà mẹ. Ngay cả trong thiên hà vệ tinh, các ngôi sao vẫn quay quanh nhân thiên hà.
Một cặp thiên hà quay quanh nhau thì thiên hà lớn là thiên hà "mẹ", còn thiên hà nhỏ hơn là thiên hà vệ tinh. Một cặp thiên hà vệ tinh và thiên hà mẹ còn được coi là hệ đôi.
Thiên hà đôi có thể gây ra va chạm hay sáp nhập giữa hai thiên hà khiến cho một thiên hà tăng thêm diện tích. Thiên hà vệ tinh lớn nhất của Ngân Hà là thiên hà Large Magellanic Cloud.

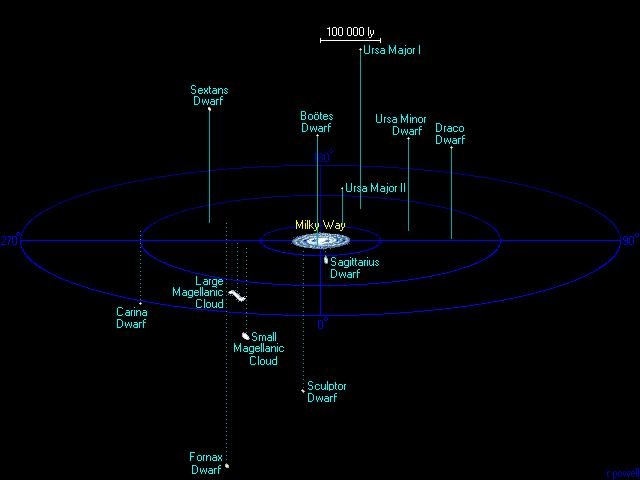
Các thiên hà vệ tinh của Ngân Hà